# Allemaal Beestjes (Nero-album)
Allemaal beestjes is het 77e stripverhaal van Nero in de collectie De avonturen van Nero & Co. De reeks wordt getekend door striptekenaar Marc Sleen. De Standaard/Het Nieuwsblad publiceerden voorpublicaties tussen 28 september 1981 en 7 december 1981.

## Hoofdrollen
- Nero
- Clo-Clo Pheip
- Jan Spier
- Meneer Pheip
- Madam Nero
- Madam Pheip
- Professor Adhemar
- Abraham Tuizentfloot
- Petoetje
- Petatje
- Detective Van Zwam
- Kapitein Oliepul
- eigenaar toverstokje

## Plot
Clo-Clo Pheip wandelt op een dag in het park. Hij komt een man tegen met een sprekend paard, Juul, dat zijn huifkar moet trekken. Wanneer Juul ontsnapt, vraagt de man aan Clo-Clo of hij hem mag veranderen in een paard? Hij heeft namelijk een paard nodig om zijn kar te trekken. Clo-Clo brengt hem naar Jan Spier omdat die sterk is. De man gebruikt een toverstokje om Spier in een paard te veranderen. Razend neemt hij 'm mee op zijn rug, terwijl Clo-Clo het stokje kan bemachtigen. Hij gaat naar Nero, vertelt wat er gebeurd is, maar Nero wil hem niet geloven. Hierop tovert Clo-Clo Nero om in een kikker (later in een leeuw), Meneer Pheip in een ooievaar, professor Adhemar in een pandabeer, Abraham Tuizentfloot in een wesp, Madam Pheip in een haas, Petoetje in een ezel, Detective Van Zwam in een maraboe en Kapitein Oliepul in een walrus. Zelf wordt hij uiteindelijk in een chimpansee omgetoverd. De spreuk om een mens in een dier te laten veranderen is Hokus Pokus Flatulotus, maar Clo-Clo weet niet hoe iedereen terug kan omgetoverd worden. Nero wordt als leeuw naar de Zoo van Antwerpen vervoerd en uiteindelijk naar Afrika verscheept.
Opeens komt de woedende eigenaar van het toverstokje bij Nero thuis z'n eigendom opeisen. Hij wordt door Madam Nero in een schildpad veranderd omdat hij niet wil verklaren hoe de dieren terug mens kunnen worden. Nero en co vinden hun dierenleven ergens wel fijn, maar wanneer Madam Nero wafels voor hen bakt blijkt geen van hen nog wafels te lusten. Dan slaan bij haar de stoppen door en breekt ze het stokje over haar knie. Meteen is de betovering verbroken en kan de traditionele wafelbak alsnog worden gehouden.

## Achtergronden bij het verhaal
- De titel is een verwijzing naar het gelijknamige dierenprogramma,"Allemaal Beestjes" dat vanaf 1974 op de Belgische Radio en Televisie liep, en op zijn beurt gebaseerd was op het refrein uit het lied "Beestjes" door Ronnie en de Ronnies. In strook 104 is het programma trouwens op het tv-scherm te zien.
- In strook 104 verwijst Madam Pheip naar Mama Kali (strip 16), waar ze in een olifant werd veranderd door een masai-toverdokter in Kenia.
- Petoetje lijkt in zijn ezelgedaante sterk op de Ezel van Sinterklaas uit de vroegere Nero-verhalen, met wie hij ook vergeleken wordt door Detective Van Zwam.